# 探險活寶角色列表

由角色設計師安迪·利斯泰諾所製作的主要角色圖，從上到下、左到右角色依序為：
（最上排）腫泡泡公主、彩虹姐姐、阿鵝；
（第二排）艾薇爾、冰霸王、泡泡糖公主、檸檬公爵；
（第三排）火燄公主、阿寶、嗶莫、蝸牛、薄荷管家；
（最下排）老皮、樹鼻妹

美國的科學奇幻動畫劇集《探險活寶》的原創作者為潘得頓·沃德。該劇講述人類阿寶和一隻擁有能夠任意變化自己身體的魔力，是他最好的朋友兼繼兄的狗老皮展開的探險旅程，他們生活在「蘑菇戰爭」結束約一千年後的哇賽秘境，並陸續結識了泡泡糖公主、冰霸王以及艾薇爾等人。
臺灣播映配音版本聲音導演為夏治世，片頭曲及片尾曲的填詞則由配音總監張玉華負責。
本條目中，角色的名稱除英文原名之外，中文名稱同時包括臺灣卡通頻道譯名以及英文原名的直接音譯。同時列表中以主角以及重複出現的配角為主；由客串演員所飾或者一次性角色不另列出。

## 主要角色

### 阿寶（）
| 角色名稱       | 角色名稱  | 配音員      | 配音員     | 配音員          | 配音員   | 配音員   |
| 通稱           | 本名      | 美國        | 美國       | 美國            | 台灣     | 台灣     |
| 通稱           | 本名      | 主要配音    | 試播集配音 | 成年配音        | 主要配音 | 成年配音 |
| -------------- | --------- | ----------- | ---------- | --------------- | -------- | -------- |
| 小男孩阿寶（Finn the Human） | 阿寶·馬頓斯（Finn Mertens） | 傑里米·沙達 | 薩克·沙達  | 喬納森·弗雷克斯 | 李涵菲   | 劉傑     |

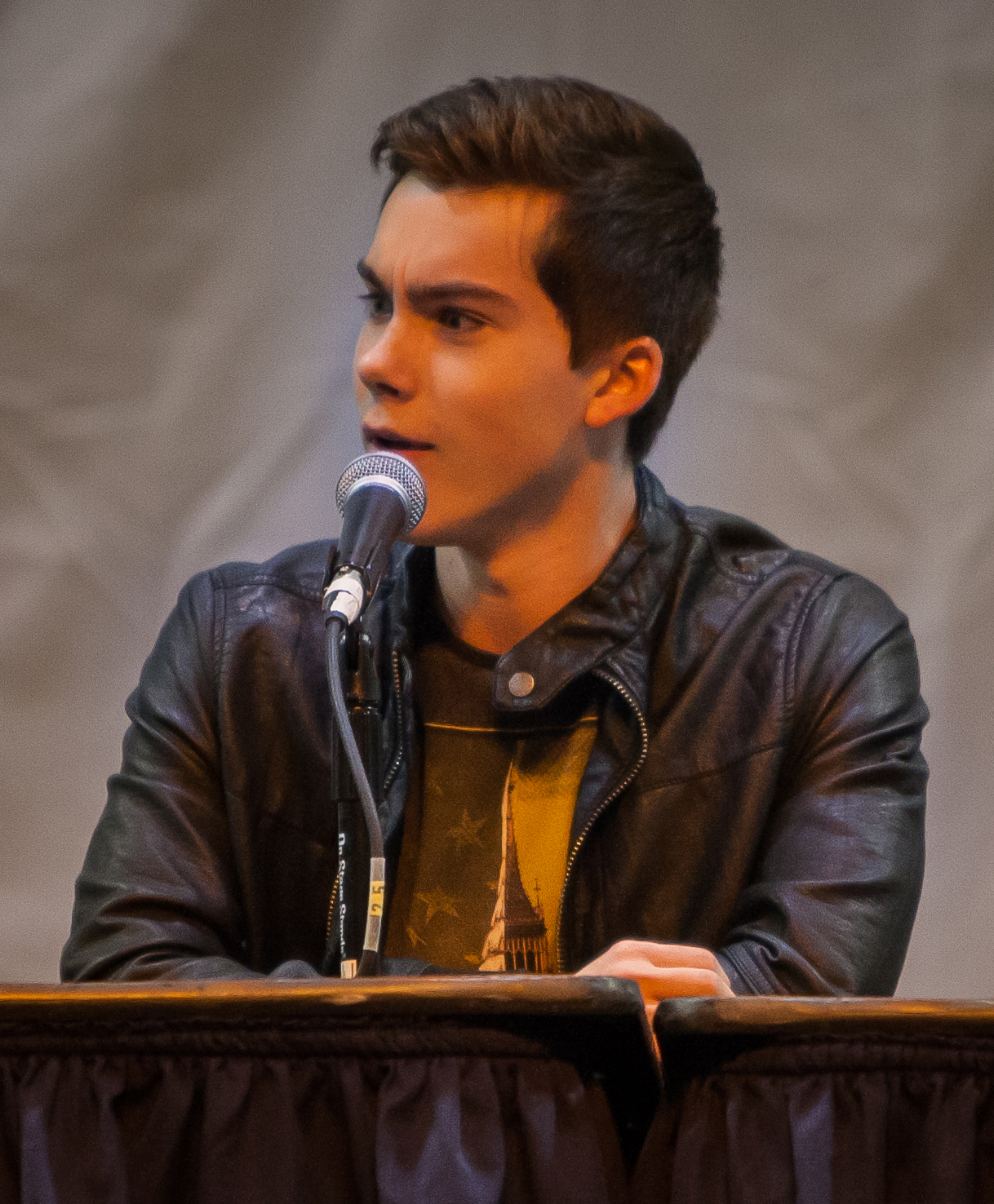
傑里米·沙達聲演阿寶

阿寶是人類青少年男孩，樂於探險以及幫助他人。他總是戴著一頂白色的頭套，且把他的金髮藏在裡面。在激動時會有一些特別的口頭禪，例如："Mathematical!"、"Algebraic!"等等。
- 第一季第10集的故事中隱約透露，他疑似在哇賽秘境裡的某座森林中被遺棄，後立志成為英雄、渴望冒險並助人；不過充滿活力的他，除了戰鬥之外，有時遇到其他事情時會遇到困難。[集 3][集 4]
- 一開始阿寶暗戀泡泡糖公主，後來開始和火焰公主交往，直到第五季第30集〈冰火死對頭〉之後分手[8]。
- 在第五季第52集〈大隻佬的掛點清單〉中，阿寶得知他的人類生父阿丁（Martin Mertens）還在世；阿丁在「惡魔城」（Crystal Citadel）受監禁，與多元宇宙裡最危險的罪犯一起被關在那裡[9]。在營救過程中，阿寶和老皮導致陰魔王、阿丁都被放出，阿寶很快理解到生父也是罪犯之一，還因而失去他的右臂[10]；不過在第六季第6集〈蜂兒的魔力〉又重獲右臂，直到第八季第13集〈失控的蘇珊〉後再度失去。因此，之後阿寶就使用一台多功能機器手臂作為義肢。[11][12][集 5]
- 從第五季後半開始的詛咒草劍，在第六季末〈彗星來襲〉又長出；阿寶在該集了解到他的前世也曾是彗星。[13]

### 老皮（）
| 角色名稱     | 配音員         | 配音員 |
| 角色名稱     | 美國           | 台灣   |
| ------------ | -------------- | ------ |
| 酷狗老皮（Jake the Dog） | 約翰·迪·馬吉歐 | 曹冀魯 |

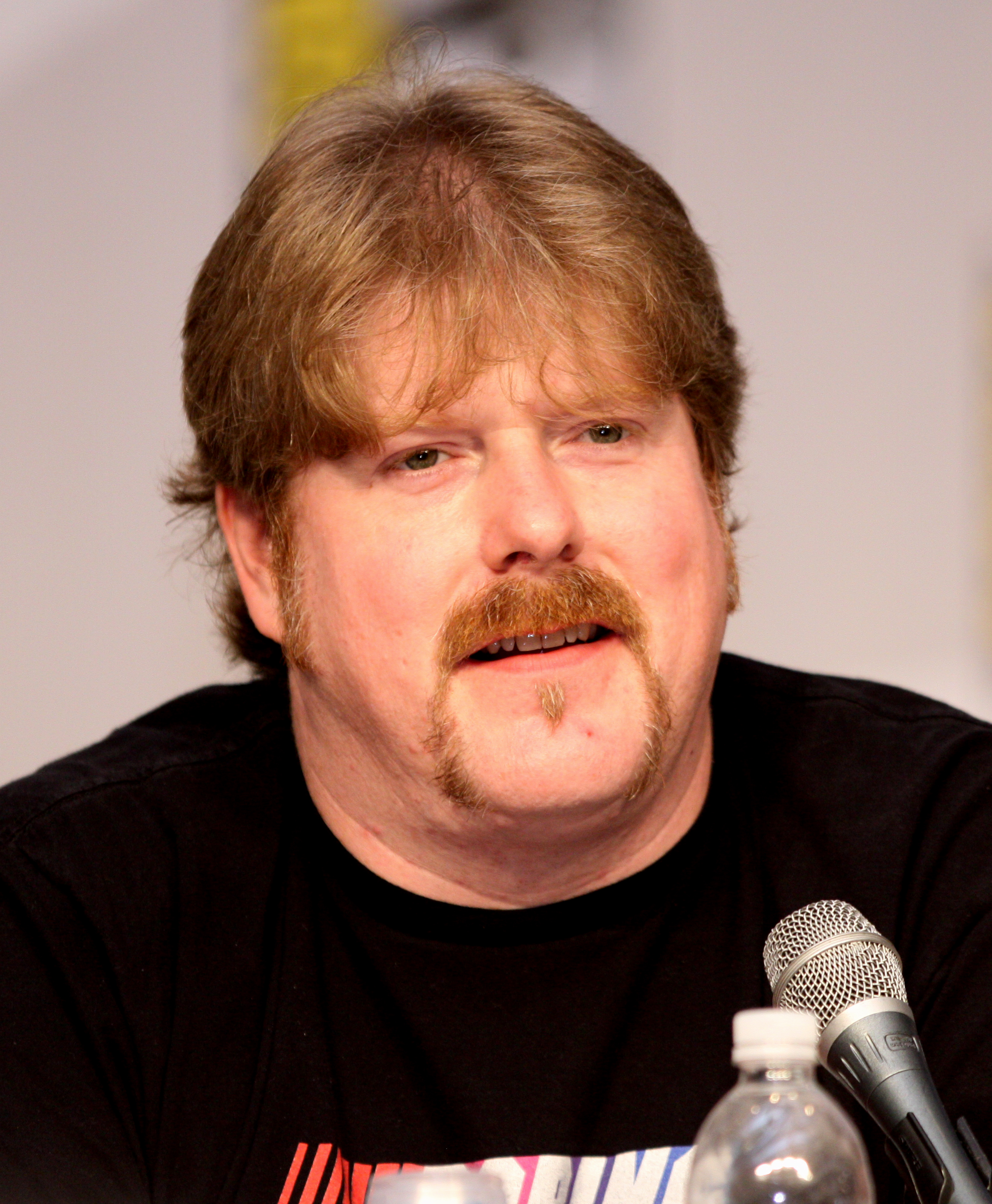
約翰·迪·馬吉歐聲演老皮

老皮是本作另一主角，和他的養兄弟阿寶住在一起。以「魔法狗的年齡」計算，他是28歲的鬥牛犬；身體能夠任意變形。其伸縮能力在戰鬥時，常常能夠幫助他的養弟阿寶。老皮是個玩世不恭的老頑童，處事老成，對任何大小事都能開玩笑。而在第六季第16集〈老皮的身世之謎〉的劇情解釋老皮能力的真正原因，皮老爹因被一隻變形獸（Shapeshifter）咬到後從他的頭頂生出老皮。老皮的女朋友為彩虹姊姊，雙方透過拉中提琴而認識；他們有五個孩子，在第五季第6集〈老皮爸爸〉出現。老皮還有一個弟弟，名為「小明」（Jermaine）。台版配音讓老皮帶有著廣東腔的國語，口頭禪是「猴塞雷（好犀利）」。
- 第一季第21集〈惡霸阿綠〉劇情中透露，儘管看似一絲不掛，他穿著蜘蛛精所織成的透明「褲子」。[集 6]
- 第二季第22集〈不要再ㄍㄧㄥ了〉曾經延展過度而死，直到古代靈異雙頭戰象（Ancient Psychic Tandem War Elephant）許願才得以復活。[集 7]
- 老皮有個青少年孫女「酷妞」（Bronwyn）在第八季第16集〈滑板少女酷妞〉出現。[集 8][21]
- 第九季第9集〈拯救哇塞祕境（英语：Elements (miniseries)）：原歸過往〉末，老皮曾一度因為腫泡泡公主的魔法失去狗狗的外貌，變成一個巨大、有五隻眼睛的藍色怪物，直到該季第10集〈變形老皮〉中變回來。[集 9][22]

### 泡泡糖公主（Princess Bubblegum）
| 角色名稱       | 配音員      | 配音員          | 配音員     | 配音員   |
| 角色名稱       | 主要配音    | 幼年配音        | 試播集配音 | 台灣版本 |
| -------------- | ----------- | --------------- | ---------- | -------- |
| 泡泡糖公主（Princess Bubblegum） | 海登·瓦爾希 | 伊莎贝拉·爱克斯 | 佩琪·莫斯  | 林美秀   |

泡泡糖公主是統治糖果王國的君主，為突變的泡泡糖分裂後變成。實際年齡已超過800歲。在蘑菇戰爭結束大約200年後誕生於一棟廢棄大樓裡，長大後用糖果淨化核污染。個性親切溫和，在試播集時就已登場。是冰霸王暗戀且最常綁架的對象，對冰霸王的態度也極其惡劣。
- 在〈少了什麼〉暗示她和艾薇爾可能有某種關係。之後引起網絡爭論在她和艾薇爾的性取向[25]。
- 在第二季〈人類大反擊〉，被陰魔王附身及被打碎之後變回13歲的樣子，因為醫生沒有足夠的泡泡糖重組回原來的年齡，但記憶仍完好無損[26]。在〈太年輕〉中在吸收足夠的糖果質量再次變回18歲，從檸檬公爵的手中拿回自己的王國[27]。
- 在〈恐怖替身〉中，在歷經自己被陰魔王附身所發生的事件後，逐漸察覺到自己的脆弱。因此為了考量到自己如果突然遭遇不測就無法有人代替自己管理糖果王國的後果，她以自己基因創造出獅身人面相型的克隆，並且命名為歌莉亞作為自己的下任王位繼承人，還委託阿寶與老皮教導歌莉亞。然而，歌莉亞因為阿寶與老皮的教導錯誤下不但思想變得歪曲，甚至擁有讀取對方的心思的讀心術，所以泡泡糖不得以阿寶的基因製造出同為斯芬克斯型克隆的史多摩用來牽制歌莉亞[28]。
- 在第五和第六季中逐漸顯露泡泡糖製作間諜網絡，而每個糖果王國的居民都被她裝了監視器、後來覆蓋範圍甚至涵蓋整個哇賽祕境。[29][30]在〈火焰王國冷吱吱〉終於被火焰公主得知权术，她有一間密室在監視所有人，從那時起她協調後來不控制，將密室封閉。[29][31]
- 在第六季42集被迫退位，與薄荷管家生活在之前叔叔為她蓋的屋子內。在第七季第1集〈泡泡糖有弟弟〉中提到有個弟弟名叫羞羞，是泡泡糖龍；她和弟弟都是在磨菇戰爭後地球的泡泡堂工廠的廢棄大樓裡面誕生的，他們的母親是連一團的大型口香糖團，其掉落的團塊即分離出她和弟弟。
- 直到第七季第13集〈艾薇爾的神秘特輯：鬼王風暴〉復位，而哇賽秘境國王逃亡。在第九季的迷你劇集系列〈拯救哇賽秘境〉中被糖果元素控制心智，擁有了超級樂天思考和愛產換兒童歌曲的人物，她自己本身變成一座頂天立地的高塔，並且利用唱歌和噴吐果凍軟糖的方式將所有糖果王國領土內的人人都同化成純糖果元素人的心智。於第九季第9集〈拯救哇賽秘境：原歸過往〉中被最強的腫泡泡公主利用冰霸王的王冠和三元素公主的寶石給變回來。

### 艾薇爾（）
| 角色名稱             | 配音員        | 配音員       | 配音員          | 配音員   |
| 角色名稱             | 主要配音      | 幼年配音     | 老年配音        | 台灣版本 |
| -------------------- | ------------- | ------------ | --------------- | -------- |
| 吸血鬼女王艾薇爾（） | 奧利維亞·奧森 | 艾娃・艾克絲 | 克蘿麗絲·利奇曼 | 雷碧文   |

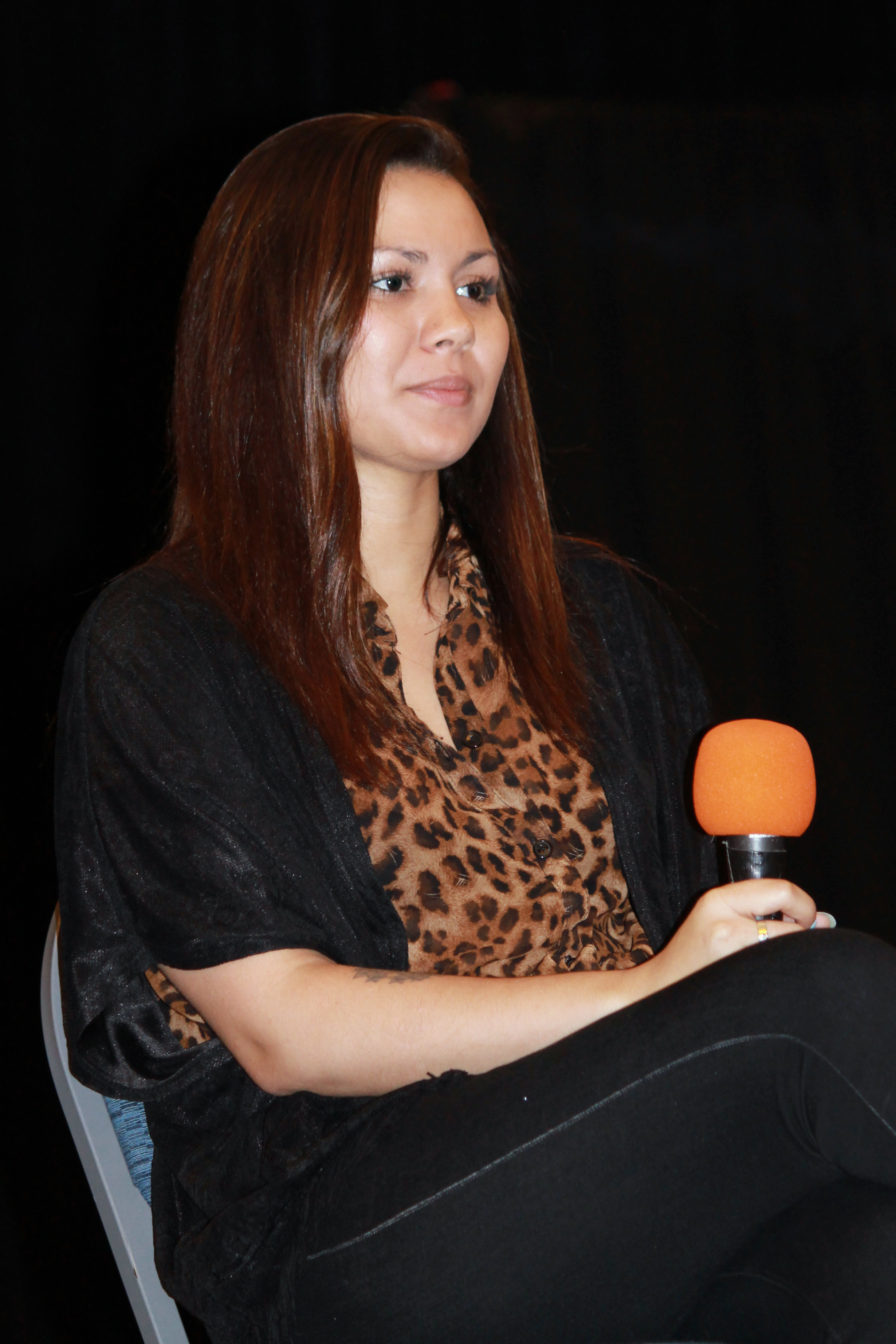
奧利維亞·奧森聲演艾微爾

艾薇爾有著一半的惡魔血統（來自父親）和人類血統（來自母親），據沃德說她是以殺死前任的吸血鬼國王才得名女王，脖子上有被吸血鬼咬過的痕跡（角色設計師曾表示17歲才成為吸血鬼），是由吸血鬼王咬的。實際年齡1003歲，而外表則是17歲。喜歡搖滾樂，主要演奏貝斯，她的貝斯由家傳斧頭改製而成。
- 艾薇爾和她的父親寒森阿巴迪爾(Hunson Abadeer)，有著彼此之間的問題。最初艾薇爾覺得父親並不關心她，所以通過音樂表達自己的感情[39]。此外，寒森不斷給艾薇爾壓力，要求接管家族企業統治惡夜魔境，艾薇爾不想要一個前瞻性的工作[40][41]。而母親是一名人類黑人，名為伊莉絲。
- 八百年前與泡泡糖公主相遇，不久後成為情侶，但在拯救玻璃王國期間，因編出一首曲子，而歌詞內容徹底傷透了泡泡糖的心，兩人因此分手。之後碰到了艾許，並與其交往，直到艾薇爾發現艾許竟為了私慾賣掉自己心愛的小熊玩偶小波，憤而分手。
- 在〈失去的記憶〉中知道冰霸王的過去，記得他就是賽門，且在蘑菇戰爭之後與其建立深厚的情誼，心愛的小熊玩偶也是他送的。[42]
- 在第七季〈艾薇爾的神祕特輯〉中揭開身世，她分別吸取多種吸血鬼，包括愚者（飛行）、血妃（隱身）、大祭司（變化）、月亮（自癒）及吸血鬼王（永恆生命，代價是成為吸血鬼）的能力，以救助弱小。之後與泡泡糖公主復合。

### 冰霸王（Ice King）
| 冰霸王（Ice King） | 賽門·派翠克夫（） | 湯姆·肯尼 | 約翰·卡西爾 | 夏治世 |

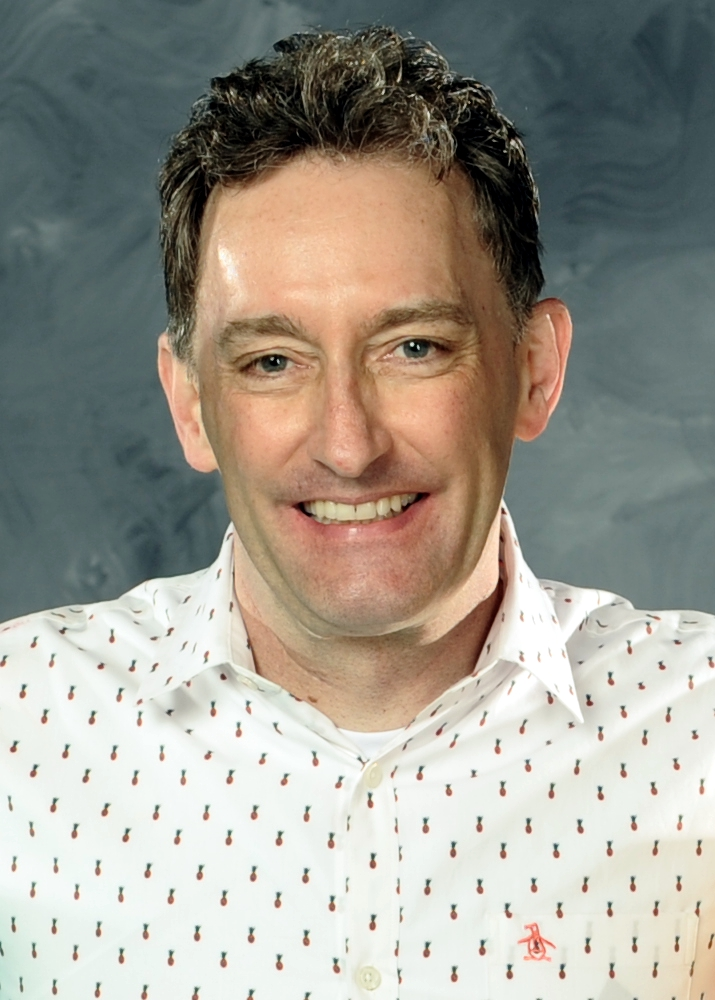
資深配音員湯姆·肯尼在本劇中聲演冰霸王

冰霸王是寒冰國的統治者，擁有操縱冰雪、召喚雪怪的能力。年齡約有1043歲。頭上的皇冠是他冰霜魔力的來源亦造成性格瘋癲，且喜歡綁架所有哇賽秘境的公主並向她們求婚，尤其是泡泡糖公主是他最終的目標，因此常和阿寶和老皮這對搭檔起衝突。
- 在第六季〈魔法皇冠〉可知其皇冠是由該部動畫的幾百萬年前冰元素掌門人冰不熔(Evergreen)為了阻止將摧毀地球上一切的彗星[48]製作的。雖然很多人認為他很瘋癲，但其實既很孤獨又被誤解，對企鵝相當仁慈[15]。經常與老對手阿寶老皮打鬥，但有時會成為好朋友也偷偷羨慕[49]。
- 本名為賽門．派翠克夫（Simon Petrikov），由於戴上受詛咒的冰皇冠，之後受其控制，獲得冰魔法力量，卻也性格大變、瘋言瘋語、急速老化，導致未婚妻貝蒂（Betty）和身邊的家人朋友離他遠去，自己也曾試著要驅逐在他腦海中的幻象而失敗。完全失去所有過去的記憶後，離開了艾薇爾，數百年來靠著綁架公主來尋找與未婚妻相似的身影。
- 在21世紀爆發了蘑菇戰爭，因皇冠的力量而生存了下來，戰後與年幼的艾薇爾相遇並給了她一隻布偶，相依為命的一段時間建立了深厚的情誼，後來為了保護艾薇爾不被因輻射而突變的殭屍攻擊，過度使用皇冠的力量而失去最後的理智與記憶，包括兩人相處的日子。

## 常設角色

### 嗶莫（BMO）
配音：尼基·楊（美國）、雷碧文（臺灣）
是阿寶和老皮的莫系列生物力學的電子遊戲機電視，有便攜式電源插座、音樂播放器、攝影機、鬧鐘、手電筒、閃光燈和影片播放器的功能，故也能製作、剪切、修改、播放影片。具有自我意識，會說話，可以自由行動，不喜歡跟老皮玩紙牌大戰的遊戲。外觀像是Game Boy和Mac電腦的混合。
嗶莫既不是男性也不是女性，但是他的願望是變成真實的小男孩。。
嗶莫會講英語與韓語。
第一季第8集〈怪怪生意人〉中首次出現，但沒有台詞。
身上有顆按鈕可以把人送進遊戲世界(啟動條件是用嗶莫的手按下，才可生效)，遊戲世界的東西和人物也可以帶出來。
常常趁阿寶老皮不在時，做一些自導自演的怪事，如在〈KUSO大會串〉中BMO偷偷與鏡中自己對話，卻自命名為「嗶啵」（後證實其是真正的平行時空的自己，只存於鏡像之中，且試圖奪取嗶莫的身分，最後體會自己擁有一切的美好而回到自己的世界）並假裝人類教踢足球、刷牙及使用廁所的人類習性。
一千年以前的老莫「莫瑟夫 “莫” 莫提斯·莫名其妙（英語：Moseph "Moe" Mastro Giovanni）」原本是為了自己未來的小孩製作了嗶莫，雖然創造數以百萬計的莫，但賦予嗶摩追求和通曉"樂趣"的能力，後來因膝下無子，便讓嗶莫出去闖蕩，希望它能找到適合的家人，陪伴其他小孩子。
第十季第13-16集〈跟我一起來〉開場為故事線更久的一千年後未來，似乎只剩下嗶莫和一些重要角色依然存活，當哇賽秘境的國王。然而嗶莫早已忘記阿寶的名字，卻仍記得他的英雄事蹟。
有時按照發音寫成Beemo，故嗶莫的名字由來是原先取名為Beemo是Be more的諧音，意指期許嗶莫能繼續學習成長，不只是台單純的電腦。

### 腫泡泡公主（Lumpy Space Princess）

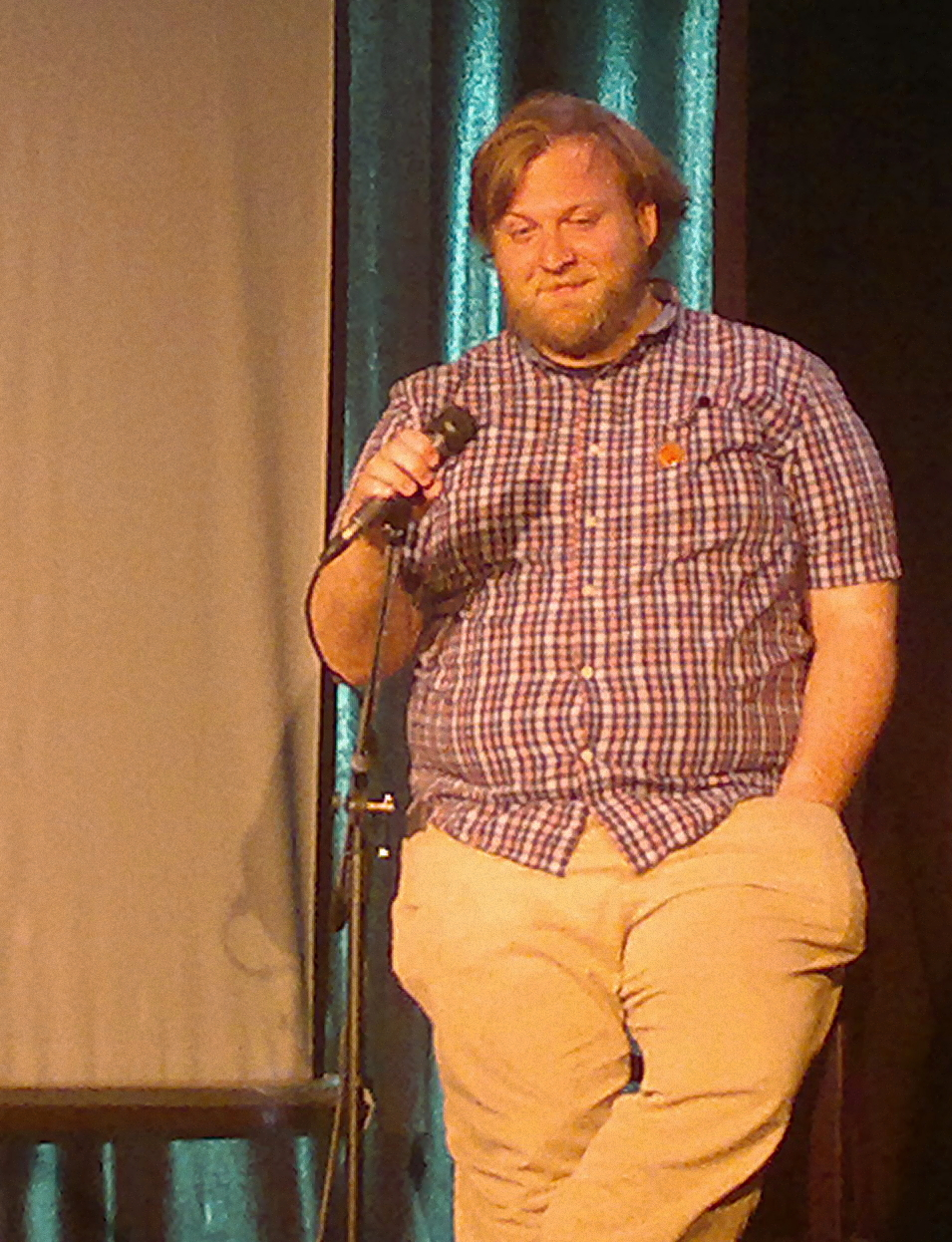
腫泡泡公主的原文配音員潘得頓·沃德即為探險活寶的開創人（第三季至今）親自獻聲。

配音：潘得頓·沃德（美國）、龍顯蕙（臺灣）
是虛構象限團塊空間的公主，凌駕於四大公主之上的反元素一元性公主，但是她本人因為不喜歡學習、在自己的爸爸媽媽教自己到一半的時候跑出去和男友約會了，所以對自己的強大能力毫無認知，遲遲到第九季才顯露自己的真實能力。
她所屬的腫泡泡一族全部由“輻照星塵”組成，可以咬其他生物把他們也同化成腫泡泡一族。
特點是帶有濃厚的瓦爾口音。經常雙手叉腰、擺出一副不削別人的樣子。以及隨意飄浮的能力。
原本是真的公主，但是現在是乞丐，由於已經離家出走、在糖果王國的森林里遊蕩，自己生活能力又很差，所以晚上只能睡在空心的橫臥樹幹裡面。
她很喜歡不請自來的參加別人的派對和聚會，喜歡歡樂和帥哥多的場所並且毫不掩飾自己的好男色的心。經常能從身體裡面掏出手機，一看到令人激動的消息就打電話給所有公主並且叫他們來一起起哄，並且起哄到最後、腫泡泡負面的地方就浮現出來了，開始不斷抱怨，由於個性不好相處、自我感覺非常良好所以真心地朋友很少。
腫泡泡公主的父母是一對連體嬰、以無性生殖的方式生下了腫泡泡，父母甚至能變成暴風烏雲怪獸、擁有釋放閃電和掛起毒霧的能力，爸爸的體型非常之大、是個鬍渣打領帶的上班族，媽媽體型很小容易哭、但是卻是個貨真價實的女王，她爸爸只是為她媽媽打工的、並且很老實聽它媽媽的話。
表面上只是一個任性的女孩，其實很重視跟阿寶等人的友情，很愛吃母親做的三明治，似乎以八卦維生。會用望遠鏡笨拙的監視別的公主，並且想要竭力模仿別的公主的行為。很喜歡派對，一旦有人不邀請她，她就會生氣。
不喜歡住在王國裡，所以常常可以看到她在森林裡露營。也是冰霸王最不感興趣的公主之一。
有點自戀，誤以為阿寶被自己的團塊迷住，腫泡泡對阿寶和老皮的關係一直很冷淡。在第四季第12集「肥油泡泡魅力」愛上阿寶的品德高尚，並了解內在美的真諦，她說阿寶應該是她真正的朋友，而不是在團塊空間那些表象假面的人，將學到的內容寫了出來和烏龜公主合出一本書。
第十季「跟我一起來」中與檸檬公爵接吻。
經常客串阿寶及老皮進行的某些活動，也是戲份多的公主。

### 火燄公主（Flame Princess）

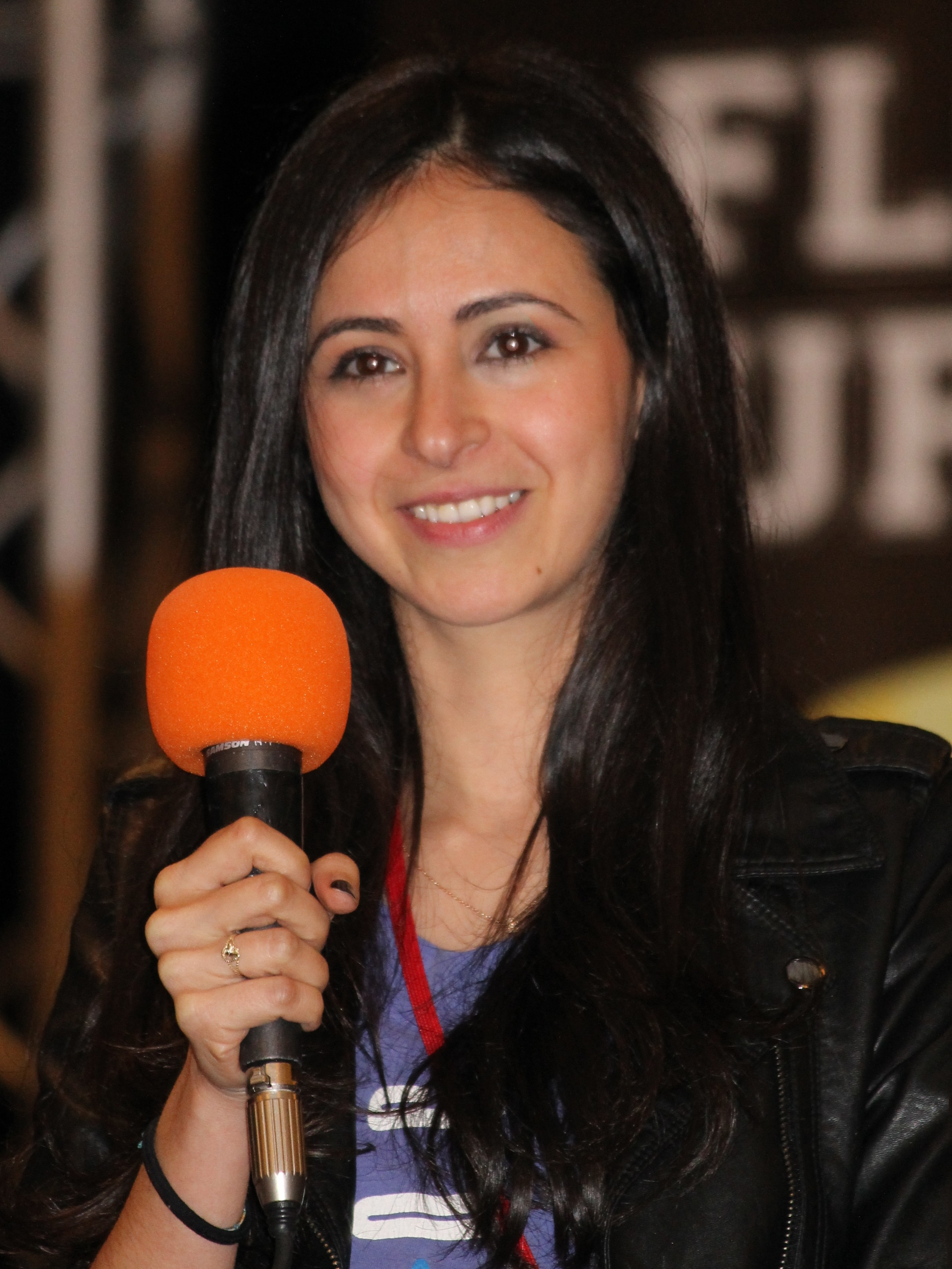
火燄公主由潔西卡·迪西可配音

配音：潔西卡·迪西可（美國）、林美秀（臺灣前期）龍顯蕙（臺灣後期）
火焰國火焰王的公主，第三季最後一集「火燄公主」登場，阿寶的朋友之一。至「火焰公主的命運」已約為十五歲。外表溫和其實是強大的生物。
跟火焰國的所有居民一樣皆由火組成，當她情緒激動，火苗很從她身上向外擴張發出。最初她父親稱作説具有破壞性，因為她情緒比較幼稚。阿寶形容她是“激情”。
由於本身極不穩定，無法承受極端的時刻 (如接吻)，否則就會變得非常的燙，直接融化地層掉到不滅石(岩床)裡面，從內部毀了整個世界。
還是幼兒時父親放她至哇賽秘境，因擔心遲早會篡奪王位的緣故，但泡泡糖公主接她回來，他把她長期被關在瓶子內，故對外面的世界完全不知。起初認為阿寶是為了傷害她而向她示愛，當阿寶哭的時候，以為阿寶會製造水，是水元素。在「有刺客」要阿寶火焰國找蠟燭後，她無意表達對父親的厭惡，主要是監禁的緣故。
最終火焰公主開始懷疑自己邪不邪惡。阿寶堅持她並不邪惡，至地牢旅程中幫她統整思緒。火焰公主的結論，雖然是殺傷性的情人，但只喜歡打擊壞人。火焰公主和阿寶在「燒燙燙的愛」之前就有戀情。然而，在「冰火死對頭」阿寶無意中侮辱她，試著讓她與冰霸王決鬥之後，她與阿寶分手。
為感情所困，她推翻父親，並重建新的政府和重定義任何非法分子的謊言。原諒阿寶之前對她所作的事，且可讓他隨時造訪，但拒絕他重新點燃浪漫關係的提議；她到最後反而和奮發圖強的肉桂麵包展開了一段曖昧的情感旅程。
第十季第3集「火焰公主VS饒舌大戰」中與砸不停表演饒舌樂。

### 彩虹姊姊（Lady Rainicorn）
配音：尼基·楊（美國）、迪·布拉雷·貝克爾（試播集）、李涵菲（臺灣）
半彩虹半獨角獸的彩虹獨角獸，老皮的老婆和泡泡糖公主的夥伴。
是兼具音樂才能和戰鬥力的彩虹獨角獸。可以藉由發射顏色變換其他人事物的顏色。而她能飛是因為自身身體發亮且擺動，這是她有彩虹圖案的緣由。
在試播集中用鴿子般的聲音溝通。但在原版系列影集中是講韓語，台版則改成講台語。另外過去似乎裝過翻譯器，但因為呈現出來的聲音都太奇怪像老男人的聲音而被老皮丟到水池下。
起源可以根據「彩爸與彩媽」，老皮解釋追溯至數百年前彩虹獨角獸族和狗族在水晶象限爭奪領土，且當她的父母要吃阿寶時，可知彩虹獨角獸族喜歡吃人肉。
在「彩虹姊姊的大秘密」的結尾告白自己生孕。
在「老皮爸爸」，彩虹姊姊與老皮生五個寶寶：查理、電視機、中提琴、金厲害和小皮皮。
目前只有泡泡糖公主、老皮、自己的父母和孩子能和她溝通。而阿寶因為不懂韓文，但是聽久了還能跟她溝通一點點。

### 阿丁·馬頓斯（Martin Mertens）
配音：斯蒂芬·魯特（美國）
阿寶的親生父親，因犯下某樣「宇宙罪」而被囚禁在惡魔城。
在「逃出惡魔城」中，從惡魔城逃獄，阿寶一度以為他是典獄長，後來才發現不是。阿寶及老皮釋放，阿丁卻表示逃出此地比重建與兒子的關係還要好。他最終與其他外星人使用傳送門逃獄，阿寶緊追在後，卻也令阿寶因此斷了右手。
在「星空夢遊」中駕駛太空船衝向火星，但因火星神衝撞而偏離航道回到地球。
在「自私的阿丁」中在地球與阿寶再次相遇，並表示阿寶是在船上出生，且似乎不願透露阿寶的母親是誰，最後被阿寶趕出地球。
第六季第41集「阿丁大逃亡」中於某個星球搶財並逃離星球，搭上蛾回到地球。
第六季第43集「彗星來襲」中與阿寶再次相會，後來選擇放棄現有的一切與紫色彗星一起消失在世上。
在第八季的迷你劇集《島嶼大進擊》中，透露阿丁原本也是中心島上的一個居民，負責協助人們偷偷離開該島，因為一次偷渡失敗被送進醫院，意外與麥囉嗦邂逅，後與其生下阿寶。不過因上次偷渡失敗的人們前來找碴而被迫帶著年幼的阿寶逃離該島，又遇上守護者的阻擋，為了保護阿寶的性命而上前引誘守護者的注意，最後與阿寶和麥囉嗦分離。

### 貝蒂·葛夫（Betty Grof）
配音：莉娜·丹恩（美國）、林美秀（臺灣）
蘑菇戰爭的倖存者之一，原本是沒有帶魔術帽的女性，法力一般，為了讓冰霸王變回賽門而費盡心機；趁魔法哥的邪惡實驗失敗、法力尚未恢復的時候，搶走他的魔法帽，瞬間變為了哇賽秘境中數一數二的魔法高手。甚至法力高強的冰不熔也要靠著她才能完成和四大元素公主一起復活自己魔法能力的電池。
在「歡樂的秘密下集」中有提到，於「賽門回來了」正式登場，賽門的未婚妻，逃離戴上皇冠發瘋的賽門後，看到透過時空傳送門向她道歉的賽門（失去法力的冰霸王），後來為了賽門而跳進傳送門來到1000年後的地球，幫助賽門（冰霸王）找回法力免於老死。賽門恢復法力變回冰霸王後忘記了她，只好乘著魔毯離開寒冰王國，下落不明。
在「魔法哥的轉變」中，之後才向魔法哥委託並幫助他完成火星神復活（其實是想利用她的藉口），及她想要見到賽門真正的樣子。不料進行火星神復活儀式中被麵包型態的阿寶攪局，讓她無意間獲得魔法哥的施法能力及其瘋癲的心智狀態。
在「阿鵝被綁架了」中偷走甘特，也在狐狸中取得冰霸王的皇冠。最後歸還給冰霸王及甘特。
法力非常強大，讀懂了哇賽秘境的魔法書，並且知道了那隻是普通的電池原理，曾經被冰不熔作為獲取發力的發電機。而後被冰霸王解救出來，又開始收集泡泡糖公主的圓形寶石、史萊姆公主的圓形寶石、和火焰公主的菱形寶石。擅長遠古魔法，即人類在蘑菇戰爭之前的的發電科技。是電子工程學院的研究生畢業，正在讀博士。
第十季「跟我一起來」中於刈包體內與男友賽門變回，但最後在阿寶與賽門離開刈包後，她依然堅持讓刈包消失，但失敗了，並與刈包融為一體並傳送到相反世界。

## 主要反派

### 哇塞秘境國王（King of Ooo）

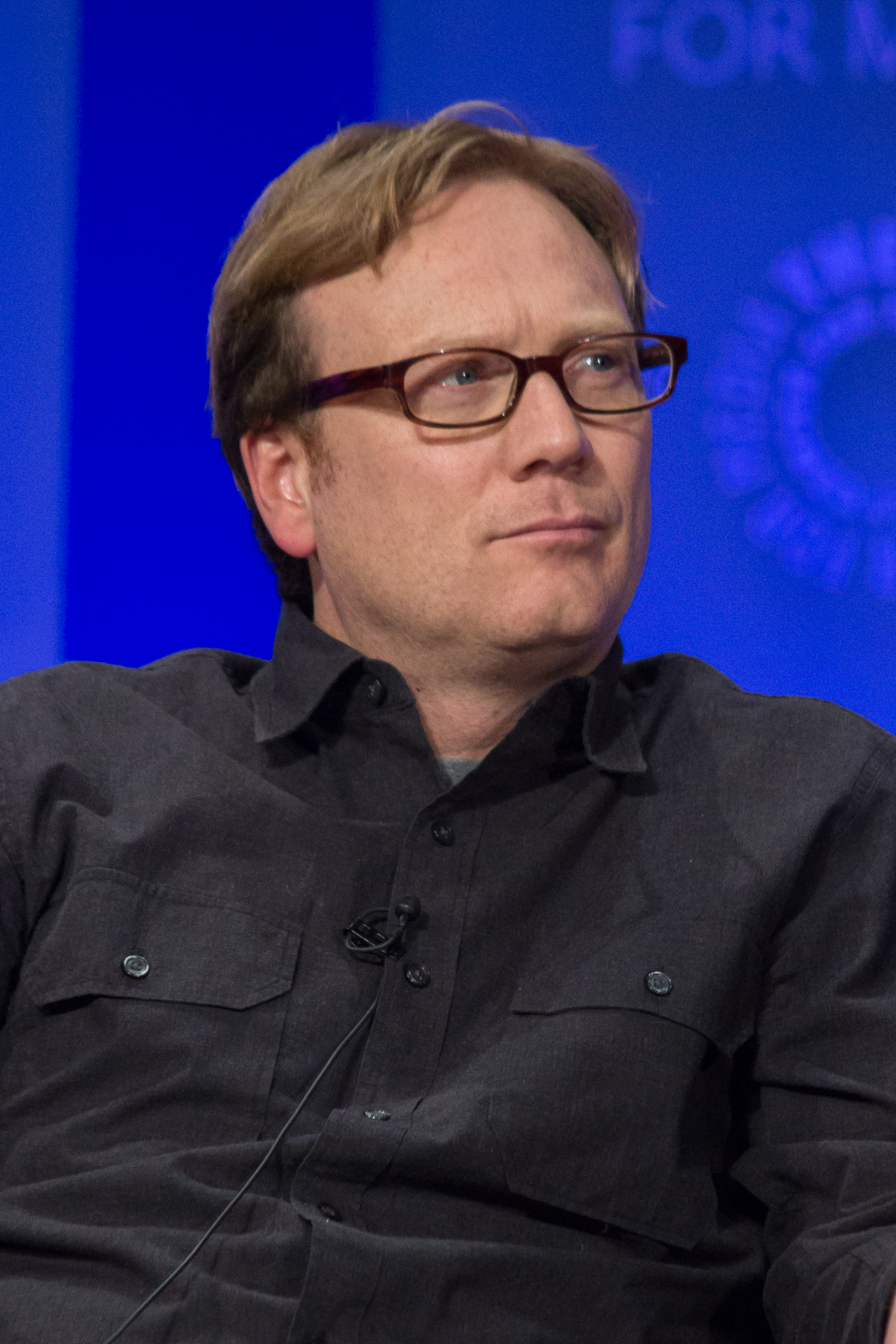
哇賽秘境國王由安迪·達利配音

配音：安迪·達利（美國）
是一名江湖騙子，豎立自己是「貨真價實的」大陸統治者。在第五季〈樹鼻妹大婚〉主持樹鼻妹和豬仔先生的婚禮。然而他的行動惹毛泡泡糖公主，就把他關進大牢（後來越獄）。在第六季接近尾聲被選為糖果王國的新君主而迫使泡泡糖公主退位，遠走他鄉。在第七季開始仍是王國的統治者，並改國號為「哇賽王國」。哇賽國王還有個似馮諼的謀臣車輪餅（由Paul Scheer配音）。
最後糖果王國的人民們知道國王只顧私益而開始反抗王旨，餅乾阿脆把國王推入火爐而融成黏塊狀，由此可知他是耳垢。事後糖果王國請泡泡糖公主復位，而被推翻的國王以溶化的模樣逃亡。

### 寒森·阿巴迪爾（Hunson Abadeer）
配音：馬丁·奧爾森（美國）、康殿宏（臺灣）
艾薇爾的父親和「惡夜魔境」的領主。
擁有吊墜可讓惡夜魔境的混亂邪惡可吸入受害者靈魂的能力。
「惡夜魔境」登場，當中阿寶召喚他是用艾薇爾向他所說的儀式。寒森聽到艾薇爾寫的這首歌關於他吃過她冷掉的薯條，讓他們父女因此冷戰，寒森吸光所有生物的靈魂之前，聽到艾薇爾的心聲而向艾薇爾道歉，讓他們最終順利和解，不過後來被阿寶送回到惡夜魔境。
然而，在「重返惡夜魔境/爸爸的小怪獸」，寒森後來想讓艾薇爾繼承家業，用護身符誘使方式讓她決定之後，最終實現自己的錯誤，且阿寶搶走艾薇爾的邪惡護身符，來救出擁有護身符的她從“混亂邪惡”變正常。在阿寶解救艾薇爾後，認同了阿寶的想法並解救了阿寶。

### 檸檬公爵（Earl of Lemongrab）

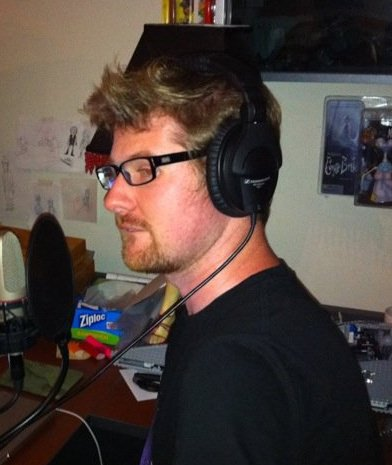
檸檬公爵由賈斯汀·羅蘭德配音

配音員：賈斯汀·羅蘭德（美國）、康殿宏（臺灣）
泡泡糖公主失敗實驗下所創造出來的東西。起初有第一代和第二代。兩者外形一模一樣，第二代性格軟弱，第一代個性相當殘暴且非常重視秩序，之後第一代將第二代吞滅殆盡。
第一代社交能力不足，並跟糖果王國人民互動困難，因為他不能忍受任何快樂或滑稽的事物。導致他管理下的地方人民沒有歡樂、科技退步、而且美感藝術能力接近於零。
在「太年輕」，「人類大反擊」之後泡泡糖公主尚未回復成18歲，檸檬公爵就一度取代她擔任攝政王而實行暴政，大多數人民被他押進大牢，最後在泡泡糖公主回復原貌後，取回政權並且將他趕走。
在「都是你害的」，檸檬公爵當糖果王國人民睡覺時闖入，讓泡泡糖生氣，她送一些人民給他統治。但是成效不佳，為了找適合的人陪伴，泡泡糖製造另一個改良過的第二代檸檬公爵與他一同治理國家。第一代的弟弟第二代與他穿上的是同樣款式，但只是白色服裝。
在「檸檬國危機」，因泡泡糖後忘了把她創造生命的指示給檸檬公爵們，而她製造太多檸檬居民而用盡糧食，檸檬公爵們就開始向檸檬居民執行同化，並要她送他們食物。後來被泡泡糖刪除了糖果公式的記憶。
在「KUSO再度大會串」，第一代檸檬公爵不小心打破他們的“孩子”Lemonsweets之後，吃掉第二代的身體的其中一部分之後成為體重過重的暴君。
在「年齡不是距離嗎？」，後來因為第二代釋放了檸檬希望，泡泡糖公主帶走了他，而被第一代吞下肚。
在「檸檬希望的使命」，第二代被吞之後了解同理心並釋放所有居民來拯救檸檬希望。之後第一代將所有居民囚禁，禁止任何人進入或離開檸檬城。最後被檸檬希望用吹舒緩的音樂的方式推翻，其碎片被泡泡糖改造成第三代檸檬公爵。
第十季「跟我一起來」中與腫泡泡公主接吻。

### 魔法哥（Magic Man）
配音：湯姆·肯尼（美國）、劉傑（臺灣）
曾住在火星，過去原本是個什麼能力也沒有的普通人。
他戴上魔法帽以後，變為了很有才華的科學家和魔法師，但妻子瑪歌在奧林匹斯山跌落山谷後，為了保護火星面臨來自第二次戈布神的到來，他創造了一個人工智慧命名為M.A.R.G.L.E.S.，紀念他的妻子，打算安裝在奧林帕斯山的頂部，但是安裝出差錯而性格大變，變得極其心理變態。
在犯下多次罪行後被放逐至地球的哇賽秘境學習關懷。
哥哥火星神無緣無故使用他才華與魔法傷害他人。
於「怪咖城」登場，把阿寶變成一個大腳。在「火星人」，他的背景故事是第一次暗示。
但在「迷你人」中說出：「我永遠不會再回來了」並且離去哇賽祕境。在「老皮的異世界」中魔法哥突然是一隻蟲，之後飛到老皮的頭上打了麻醉液，讓老皮進入他自己組成的世界，而發現許多神奇的東西，並且讓老皮交到了一個知心好友。又在「銷魂三明治」中出現，並搶走老皮的三明治，但被老皮奪回。
「神奇食物鏈」中偷偷跑進糖果王國，要讓阿寶了解食物鏈，將阿寶和老皮變成小鳥→大鳥（只有阿寶）→細菌→花朵→毛毛蟲→小鳥，體驗完畢之後將他們變回原狀。
在「魔法哥的轉變」中，之後魔法男想完成火星神復活，及幫助貝蒂想要見到賽門真正的樣子（其實是想利用她的藉口）。不料進行火星神復活儀式中被麵包型態的阿寶攪局，讓他無意間帽子轉到貝蒂頭上。這個帽子是魔法哥的魔力和悲傷的源泉，隨著帽子的消失了，魔法哥也失去了變態心理，從反派變回普通角色。

### 冰不熔（Patience St. Pim）
配音：蘿倫·拉布庫斯（美國）
冰元素公主，前世是男性。法力比同樣是使用冰元素魔法的冰霸王強的不止一點半點，目前是冰霸王的室友、和冰霸王廣義上的同居。
第六季第24集登場，在史前地球時期是一位冰元素巫師，是冰霸王王冠的製造者，有位徒弟叫甘特，但覺得甘特沒有能力，而不肯教甘特魔法，因發現幾千年才會撞擊世界一次的彗星非比尋常，充滿著綠色的火焰，常青認為這顆異常的彗星，會毀了世界，而阻止的辦法只有製造出擁有魔法的王冠，而此王冠內建神秘魔法線路，會和先戴上的人連結，實現內心最深處的願望，因此需要像常青這樣極想摧毀彗星的人戴上，而常青也已做好了王冠，但卻缺少動力，需要上古熔岩犬熔木的魔法紅寶石之眼，於是常青請求其他元素巫師的幫助，但其他巫師都害怕常青內心真實的願望，而拒絕常青寧願被彗星毀滅，最後常青將其他巫師都給冰凍，帶著他徒弟甘特一起去奪取魔法紅寶石之眼，雖然最後取得了也將王冠完全做好了，而彗星也即將撞擊，但無奈莫名一隻大象破門而入，攻擊常青，導致常青跟大象都被逐漸崩塌的冰城碎片給壓住，而王冠掉落在甘特身邊，雖叫甘特把王冠瞄準丟向他並剛好戴上，但因時間已來不及，只好叫甘特自己戴上，並要他一直想著毀滅彗星，由於甘特內心真實的願望是學魔法，而常青卻一直不肯教，導致甘特戴上王冠之後，像跳針一樣，一直重複說著(甘特-不)，因此阻止彗星撞擊失敗，而此彗星正是造成世界異變的主因。
到了21世紀，便成為一個戴著防風鏡的女生，與其他元素巫師在每個世代都會有一個承繼者。在蘑戰爭時，只造了一個堅不可摧的冰蛋，冰元素自己躲起來，過了1000年，被冰霸王用天之鉤拉出來。
她很喜歡邀請其她三個元素來共同討論，但是結果不是意見不合就是人來都沒來，導致她習慣行動力低下、一等再等、消極面對世界。為此，她不惜催眠了泡泡糖公主、史萊姆公主、火焰公主，讓她們在非自願的狀態下參加自己的聚會和派對，並且冰住戴上魔術帽的貝蒂·葛洛夫來提取她的魔力，以便喚醒其他元素公主的元素能力、并藉此機會獲得其他三個公主的認同、歸屬、肯定。極度渴望和其他元素公主組隊，但是每一次別的元素公主都不願意聽她的話，她為此倍感心痛。

### 草阿寶（Fern）
配音：海登·伊茲（美國）、布拉德·尼利（美國，草惡魔）
首次出場為第六季第19集〈少年趴是你嗎？〉，原先為另一個平行世界的阿寶，在復活許願神的計畫中與阿寶相碰，由於兩者不能同時存在於一個時空，使其被變身為「阿寶劍」。
第八季第14集〈喧賓奪主〉中，草劍和阿寶劍合體而成為阿寶的另一分身。
第九季第14集〈真心換絕情〉意圖取代阿寶，對峙中被阿寶的機器手臂除草機功能切碎。最後被甘博叔叔帶回並進行改造。
第十季第5集〈17歲轉大人〉以全新樣貌再次登場並痛宰阿寶，後與泡泡糖公主的家人們離開。
第十季第13-16集〈跟我一起來〉在夢境（出現宇宙貓頭鷹）因阿寶的幫助解除草劍詛咒，但身體慢慢開始解體至死亡後變成種子，之後種在毀壞的樹屋裡長出樹並恢復成阿寶劍。千年後成為了穿越雲端的參天巨木，阿寶劍持續插在樹的頂端直到下一任英雄繼承者拔出，連結到〈檸檬希望的使命〉和〈超級KUSO大會串〉。

### 甘博叔叔（Uncle Gumbald）
配音：弗雷德·邁拉麥德（美國）
甘博叔叔是泡泡糖公主的叔叔，也是最終季的主要反派。

### 刈包（GOLB）
象徵混亂的王神祇，法力強大，也是陰魔王的導師。首次於第五季第16集〈如夢一場〉中短暫出場。第十季第13-16集〈跟我一起來〉中親自來到哇賽秘境，最後與貝蒂合為一體並離開地球，進入相反宇宙。

### 陰魔王／甜小豬（The Lich/Sweet P.）

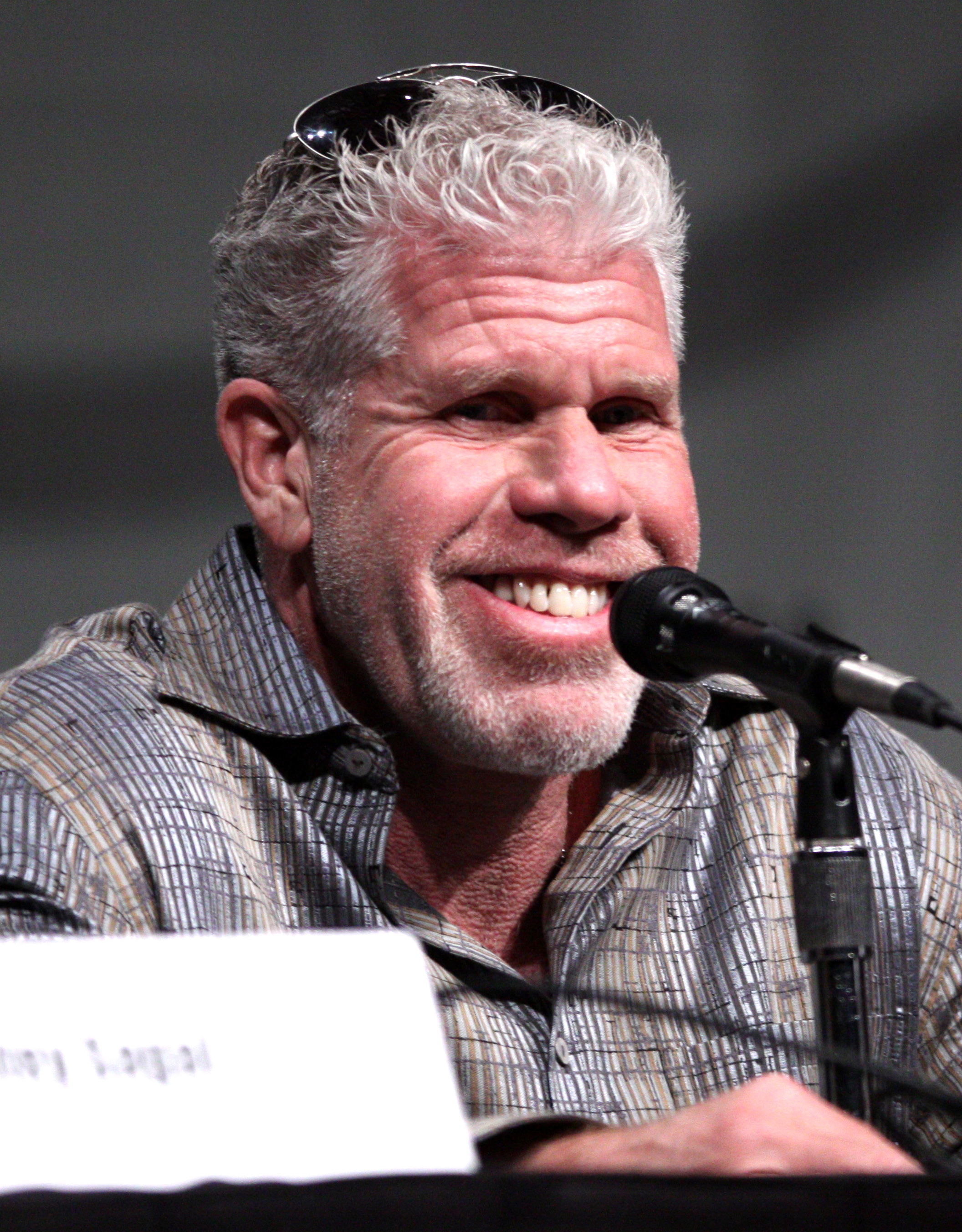
陰魔王由朗·普爾曼配音

配音：朗·普爾曼（美國，陰魔王）／伊森·馬赫（美國，甜小豬）、康殿宏（臺灣，陰魔王）／林美秀（臺灣，甜小豬）
陰魔王是《探險活寶》中反覆出現的反派角色。是一位遠古神明、刈包最後的學徒。似乎在宇宙誕生之前就已經存在，陰魔王早在數百萬年前就已化身為末日彗星並墜入地球，在蘑菇戰爭結束後因核武產生的突變原獲得了物理形態，並附身在一名被輻射感染的人類身上。陰魔王希望毀滅宇宙中所有的生命，但被傳奇人物大隻佬打敗，並被使用琥珀將其封印在糖果王國的樹頂中。
用咒語取蝸牛的控制放出來後恢復力量，並想破壞哇賽祕境，被阿寶使用泡泡糖公主的毛衣打敗，然而陰魔王靈附身在泡泡糖公主身上，造成糖果王國大災難，又再次被阿寶和冰霸王打敗。之後就一直附身在蝸牛身上，企圖再次摧毀世界。
陰魔王安排了一隻熊誘騙到阿寶給他的英雄寶典為後來將要實現的陰謀：從公主們佩戴的珠寶及寶典的封面，創造出多元宇宙的入口，通往願望神少年啪的正方體。陰魔王用大隻佬的身體，並希望所有的生命被淘汰。但是當老皮用自己所許的願望改變陰魔王原來的請求，使阿寶和老皮平安回家，陰魔王的陰謀以失敗告終。
在「陰魔王的詭計」因陰謀被粉碎之後待在少年啪的住處裡，直到他殺死少年啪之後故意被捕囚禁在惡魔城
在「逃離惡魔城」陰魔王被囚禁之後開始破壞牢房，並控制遠古罪犯們率領恐怖大軍，並控制阿寶和老皮，後來被阿寶在陰魔王身上塗抹牢房守護者的血漿之後，身體重新長出肉體變成嬰兒且性格大變，最後被送給樹鼻妹和豬仔先生收養，命名為甜小豬（可愛P）。
在「邪惡小星星」中，雖然劇情縈繞著陰魔王的流年往事，但甜小豬對先前的身份毫無記憶。不過，當他受到威脅以及情緒緊張時，陰魔王就會短暫出現，如有一次被一對職業騙子嘲弄並威脅時。。
在跟我一起來中，於一千年後的未來再次出現，此時的甜小豬已經長大成碩大無比的巨人。

## 其他角色

### 肉桂麵包（Cinnamon Bun）

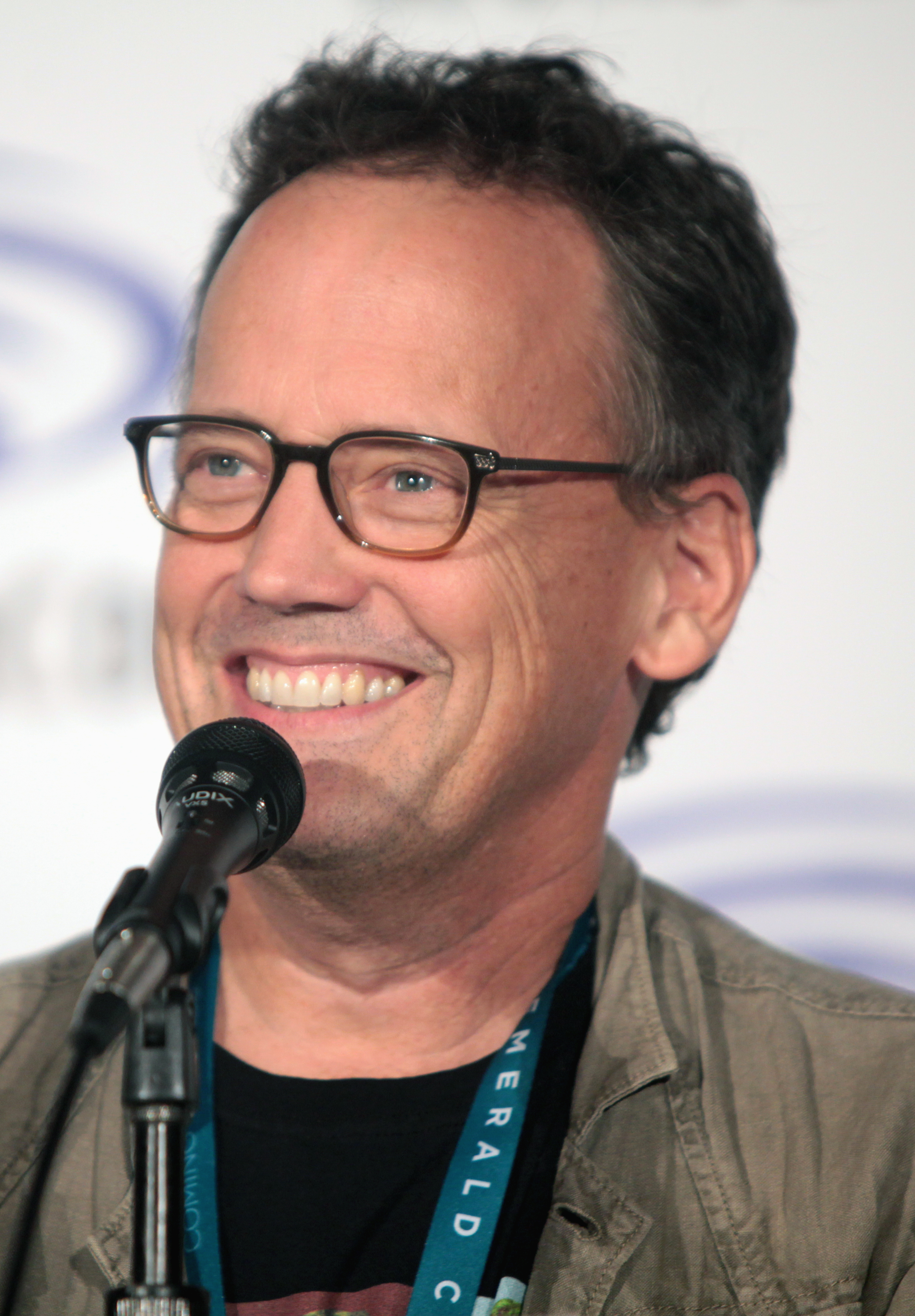
配音員迪·布拉雷·貝克爾在該劇中為肉桂麵包和其他角色獻聲

配音：迪·布拉雷·貝克爾（美國）、康殿宏（臺灣）
肉桂麵包，來自糖果王國的智能低下的冒失鬼，智商極其低下甚至连同時做兩件事情都無法完成。
滿臉皺紋、年齡非常之老，在第五季中揭示泡泡糖公主是為了找一個糖果男友而創造了他。即使在前四季都展現了肉桂麵包的智能低下，但是泡泡糖公主依然很愛用他，他的出場率也非常之高。
到了第五季，因為發現了泡泡糖公主一直監視火焰公主、並且那她做實驗的醜聞以後，幫助火焰公主逃離泡泡糖公主的實驗室，在火焰王國后重獲新生、也變得年輕開朗，變成擁有一批狼的帥氣皇家騎士。
心地善良，總是喜歡自願幫大家做事來打動人心，卻每次都搞砸，泡泡糖公主常為他感到頭痛，所以泡泡糖說他是「半烤」，指頭腦簡單之意。本人似乎沒有任何自覺。
在誤撞誤打下成為取代前任皇家塔快遞的新快遞先生。曾不小心吃下泡泡糖公主的殭屍殘留研究而讓糖果王國再次陷入僵屍危機。
不滿泡泡糖公主的行動後，肉桂麵包助火焰公主推翻邪惡的父親，並之後在她身邊。在「父女之戰」，肉桂麵包遭火焰襲擊而“全熟”，他宣稱自己是火焰公主的騎士，跟阿寶搶火焰公主，不准阿寶碰到火焰公主，跟火焰公主告白過。火焰公主只有一笑置之，但是之後和肉桂麵包的關係直線上升。
在第五季，因為被有毒的魔法火焰燙過了眼睛，導致原本那個充滿皺紋、說話都說不清楚的肉桂麵包徹底消失了，轉而變為一個英姿颯爽、瞳孔發亮的藍色火焰團，他本人的運氣也極度上升、從以前“所有認真做的事情都搞砸的不幸兒”變成了“誤打誤撞的都能完美完成任務的幸運之星”。
原本在呆呆傻傻時期養了一隻冰淇淋拼湊而成假狗，每天裝模做樣的餵這隻假狗吃狗糧，變帥之後直接駕駛會飛天技能的火焰之狼，成為火焰王國的警衛。

### 薄荷管家（Peppermint Butler）
配音：史蒂夫·李特（臺灣）、劉傑（臺灣）
紅白相間的薄荷糖，泡泡糖公主的管家，對其忠心耿耿，有一間專門冥想和研究黑魔法的密室，對泡泡糖公主宣稱是她研究暗物質和宇宙空間的模擬實驗室。
經常研究黑魔法。能夠任意開啟地獄之門，跟地獄死神是熟人。
第四季第6集〈爸爸的小怪獸〉照片出現在惡夜魔境中惡夜魔境之王家中的牆上。
在〈瘋狂追求者〉一集中，用肉桂麵包當作祭品召喚惡魔。結果愛上了被腐爛成不成人形的男英雄角色，並且扇了泡泡糖公主一耳光。
在〈邪惡之眼〉一集中，叫阿寶和老皮幫他處理在他自己的院子裡「發現」的哥布林屍體，意味他有暴力傾向。
在〈善惡大對決〉一集中，薄荷管家發現自己被和平大師當作的攻擊目標，薄荷管家把和平大師的兩個孩子變成魔法生物，並對待自己挾持可能將面臨相同的事的第三個孩子來威脅交出護身符。說出「糖果肉身」這句話，表示薄荷管家極有可能是黑魔法生物。
第七季第12集〈艾薇爾的神秘特輯：放下一切〉中，是吸血鬼王的粉絲，見到吸血鬼王時緊張得說不出話要他的簽名，後來吸血鬼王聽得見薄荷管家的心聲用念力簽在他的書上了。
於第十季第12集〈大戰前夕〉被「笨笨水」潑到變回八百年前的嬰兒時期型態。
第十季第13-16集〈跟我一起來〉雖然被變回嬰兒，但還是重新學習黑魔法。

### 砸不停（N.E.P.T.R.，Never-Ending Pie-Throwing Robot）

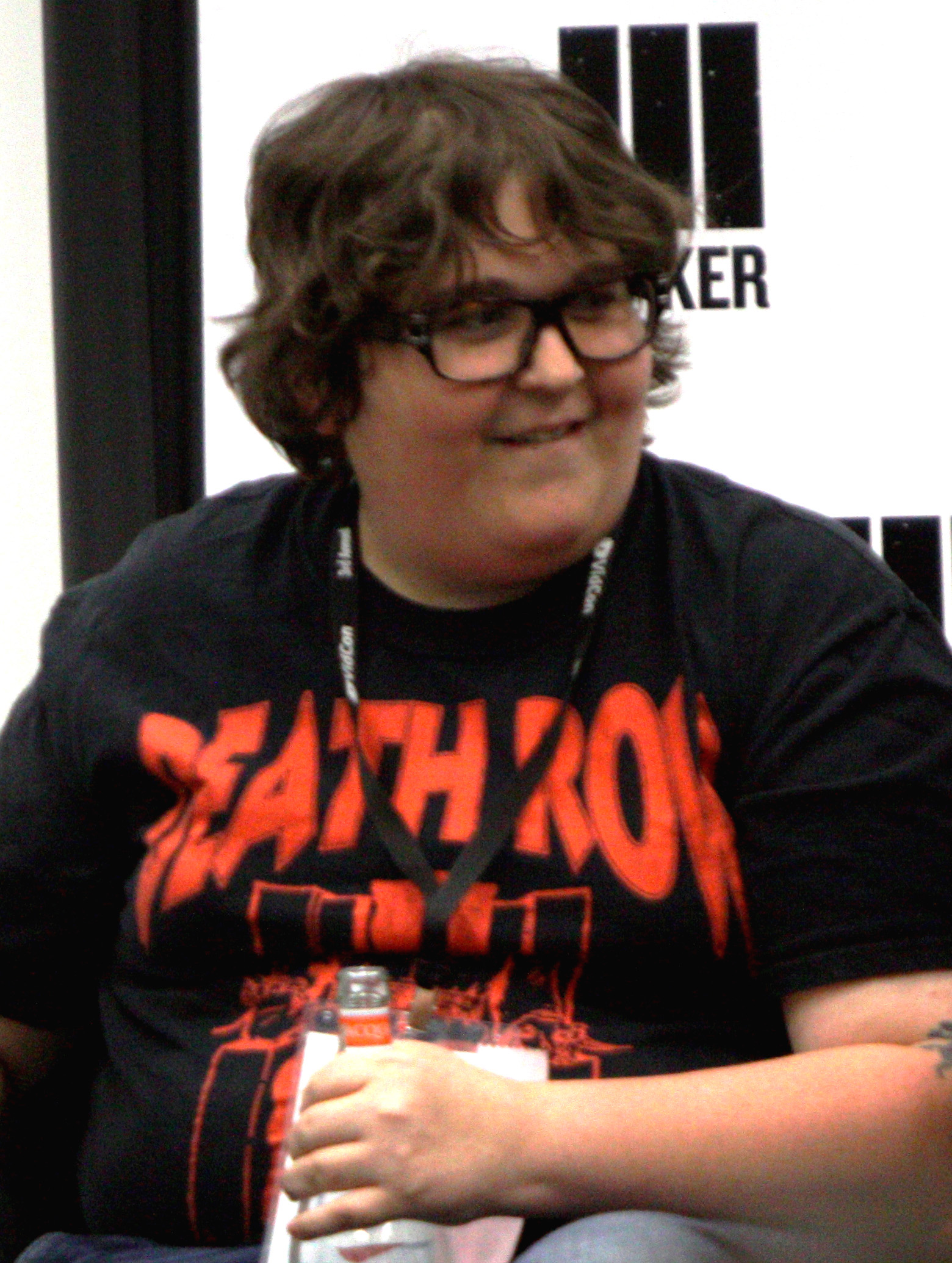
砸不停由安迪·米洛納基斯配音

配音：安迪·米洛納基斯（美國）、龍顯蕙（臺灣）
阿寶微波炉的升級為惡作劇坦克機器人，因為冰霸王的閃電而得以運作，卻也得到冰霸王綁架公主的思想。但在第五季第8集叫冰霸王「爸爸」。
在惡作劇人生一集後莫名其妙消失，其實是因為和阿寶老皮玩捉迷藏而被遺忘在垃圾堆十五個月四天又九小時（自稱究極躲貓貓宗師），在〈火焰公主〉中再次出現，為阿寶和老皮打造防火衣。
在名偵探嗶莫一集中似乎很想和嗶莫當朋友。
在第五季第8集被冰霸王說是他完全沒印象的垃圾。

### 阿鵝／奧加洛（Gunter/Orgalorg）
配音：湯姆·肯尼（美國）、劉傑（臺灣）
經常跟在冰霸王身邊的企鵝，冰霸王的所有企鵝也叫這個名字，沒有指定某一隻。
性別是女性，但是冰霸王一直誤認牠為男性，生出一隻有飄浮能力、可以發射破壞激光的貓。在第六季第40集〈阿鵝的真面目〉中，透露她實際上並不是企鵝，而是遠古神明奧加洛，是另外一個星系的永恆統治者，其統治手段相當殘暴。
冰霸王也稱艾薇爾為甘特。究其原因是冰冠，由幾億年前名為冰不熔的魔法師所製造的，他的徒弟也叫做甘特。甘特後來犧牲自己戴上皇冠，結果模仿他的主人說出「甘特！不！」。因此，“甘特”的名字與冰冠的魔力已密不可分。
已經出場很多次，在〈阿鵝新王國〉差點毀了糖果王國。
有在夢中化身為雌鳥類的型態，宇宙貓頭鷹曾被她吸引，但後來知道她有吸魂而擾夢能力。
在〈邪惡小星星〉中，陰魔王提到奧加洛是於「什麼都沒有」之前存在的怪物，透露她是在宇宙誕生之前就已存在，年齡超過138億年。在數萬年前奧加洛準備要吞噬末日慧星來吸取力量，卻要吸取之前與火星神交戰，但因戰敗而墜入地球，不過由於地球的引力而將其弱化並變成企鵝的型態但失憶。由該集回憶畫面顯示，當他墜入至地球時有鯨類存在，可能發生在新生代時期，並經歷了人類的文明發展和蘑菇戰爭，直到一千年後才來到了寒冰王國。
甘特意外恢復他的記憶，使用泡泡糖公主的太空飛船脫離地球引力，並變形為類似吸血烏賊的造型以吞滅末日慧星的力量。然而，在最後，被阿寶以草劍擊敗，再度墜入地球後又變回了企鵝的型態。
第十季〈跟我一起來〉中帶著從刈包離開地球而掉出的皇冠，戴上變成新冰霸王之後變得更加討喜，並與烏龜公主結婚，一千年後變成一顆頭到處飛翔，連結到〈超級KUSO大會串〉。

### 樹鼻妹（Tree Trunks）
配音：波莉·露·利文斯頓（美國）、雷碧文（臺灣）
一隻喜歡並擅長做蘋果派的小母象。住在糖果王國的蘋果園中，個性溫和，但有不會看場合做事的缺點。
曾在「樹鼻妹」中吃掉水晶蘋果後，消失在邪惡黑暗森林中
之後在「水晶魔力」中變成了水晶王國女王－－濕滑酪琪，但後來被老皮踢出那顆蘋果後，恢復正常，並回到哇賽密境。
後來在「頻果賊」中愛上了蘋果失竊事件中替壞人工作的豬仔先生，並「樹鼻妹大婚」中正式與豬仔先生結婚。
於「逃離惡魔城」中和豬仔先生收養了甜小豬。

### 大隻佬（Billy）

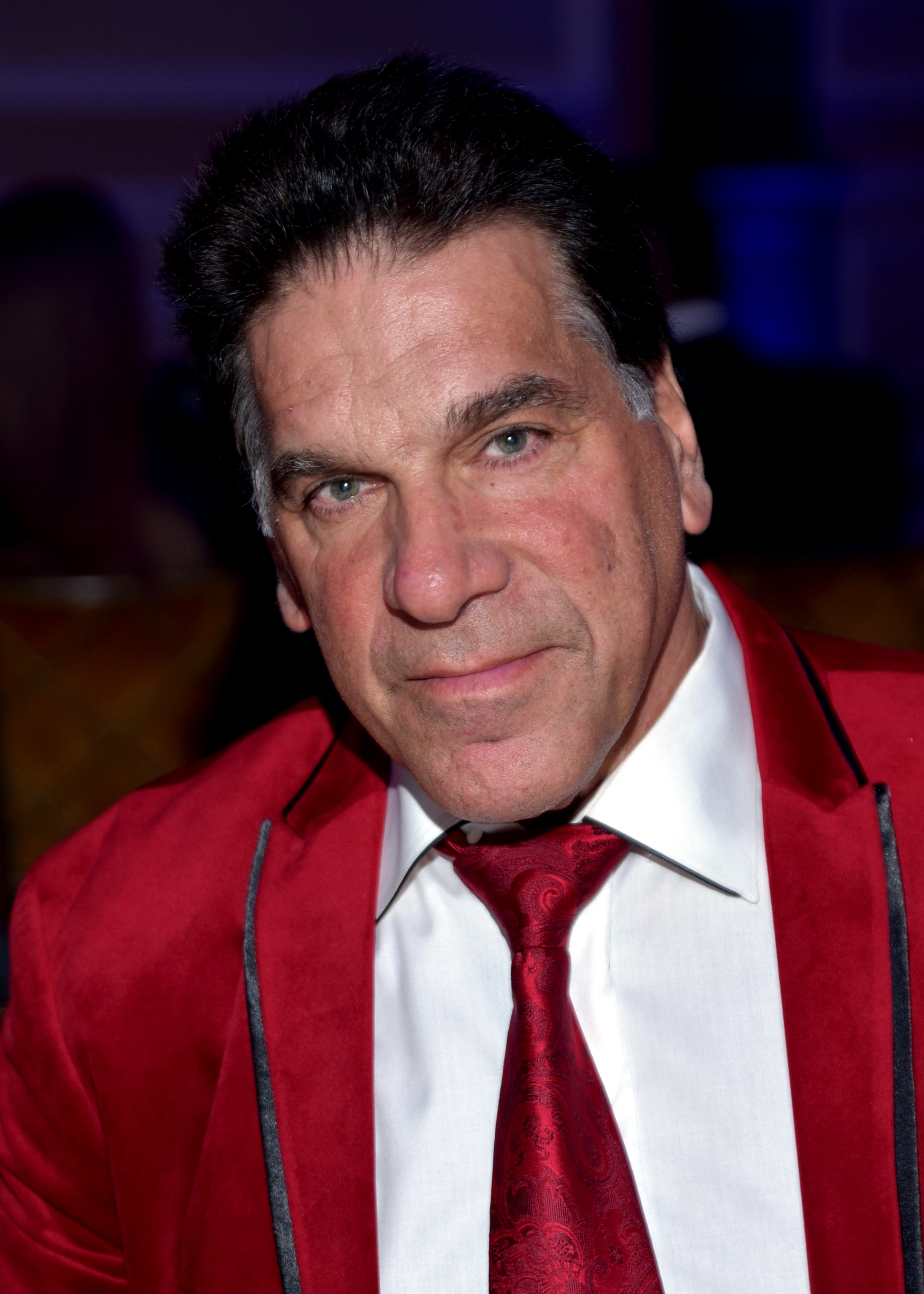
大隻佬由盧·弗里基諾配音

配音：盧·弗里基諾（美國）、劉傑（臺灣）
傳說中的英雄，直譯比利，第一季第25集〈英雄本色〉中，在阿寶的幫助下，決定再次行俠仗義。
曾經將陰魔王封印在琥珀中，但在陰魔王逃離後被其殺死附身。於第四季第26集〈陰魔王〉中出場，但實際上正式陰魔王偽裝成其樣貌，以利用阿寶和老皮為他開啟多元宇宙傳送門並完成其陰謀。
第五季第52集〈大隻佬的掛點清單〉中以星星的形態登場，並告訴阿寶他的人類爸爸還活著。
最後一個女朋友為星月。前前女朋友脾氣暴躁，尚未透露。

### 巨人蘇珊／卡拉（Susan strong/Kara）
配音：潔柯·巴斯卡尼歐（美國）、龍顯蕙（臺灣）
首次於〈巨人蘇珊〉一集登場，和一群半魚人住在森林中的艙門中，被阿寶老皮帶到哇賽密境，但由於太愛吃糖果而帶領族人想吃光糖果王國，最後被火趕走。初次登場時，欠缺相當的語言能力，但透過阿寶的訓練而在再次登場時有了明顯的改善。
在〈美麗國〉一集再次出現，在撫摸阿寶的脖子發現沒有鰓後才發現阿寶不是半魚人。
在〈畢掛醫生〉一集中證明與阿寶一樣是人類，而且還是改造人，〈失控的蘇珊〉一集因晶片啟動開始大肆破壞糖果王國，肉體可隨晶片強化到第二階段，直到阿寶解除控制晶片。
在第八季第24集〈島嶼大進擊：蘇珊往事〉一集中想起自己曾經是中心島的守衛「探索者」之一，後因麥囉唆（阿寶生母）向畢掛醫生舉報阿丁帶著阿寶離開中心島，而派去哇賽秘境尋找阿寶和阿丁的下落，且本名是為卡拉。

### 女獵人巫師（Huntress Wizard）

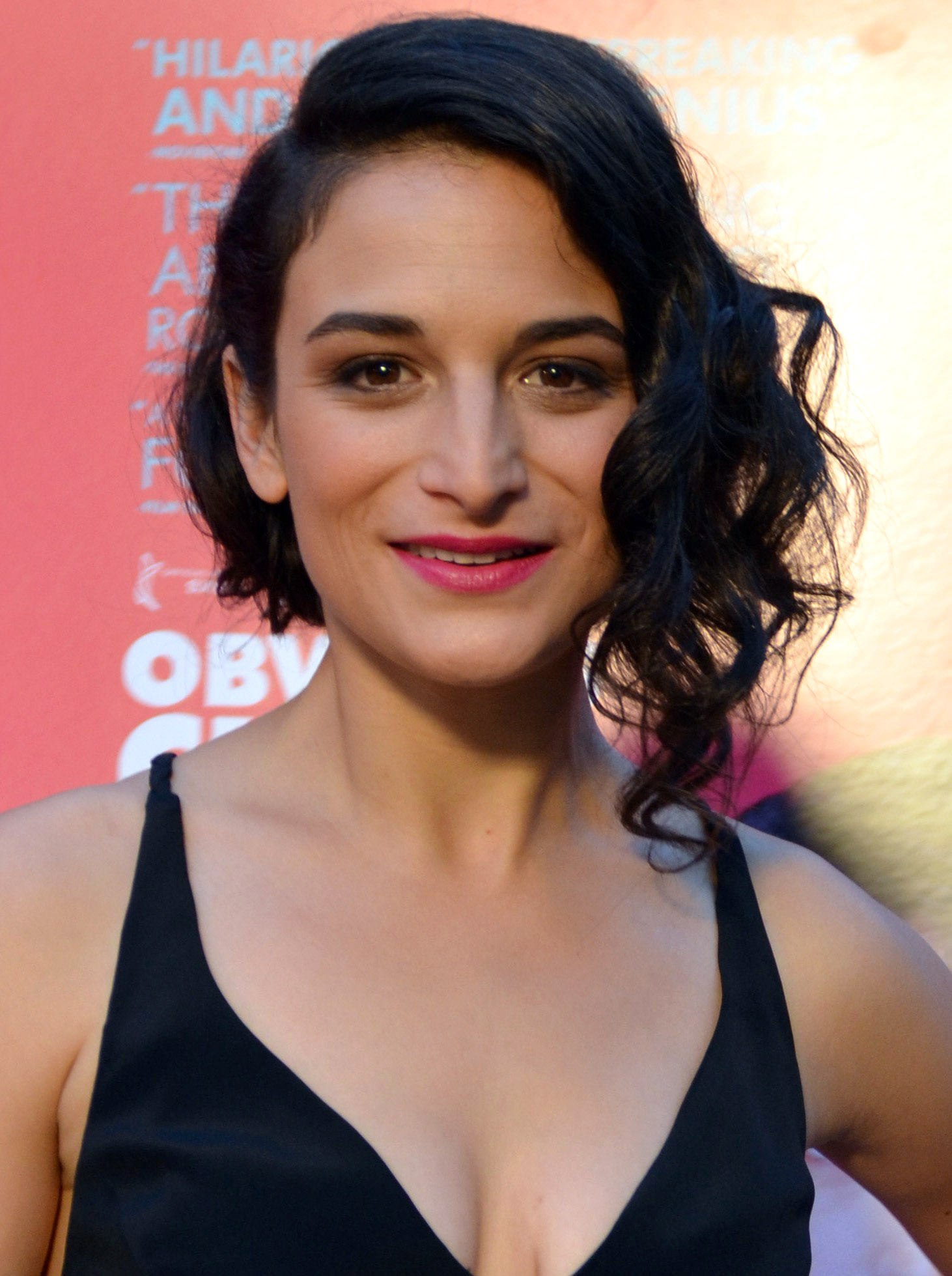
女獵人巫師由珍妮·斯蕾特配音

配音：瑪莉亞·班福德（美國前期）、珍妮·斯蕾特（美國後期）
首次於第四季第8集登場，一頭樹葉頭髮的女精靈。
第四季24集「阿鵝新王國」在巫師之城被冰霸王搭話。
第七季25集「魔笛咒語」跟阿寶嘗試用吹笛召喚森林之靈，老皮以為她是阿寶的新女友，暗示片尾曲Island Song所描述的地點即為獵人女巫的住處。召喚出森林之靈後，森林之靈提問女巫在追求什麼，並提問阿寶為誰所吹奏，阿寶表示自己是為獵人女巫所吹奏，獵人女巫在發現阿寶喜歡自己後一陣驚慌失措，最後吻了阿寶並表示阿寶有一頭美麗動人的秀髮，但自己不能墜入愛河，回到樹屋後老皮認為她只是需要時間來了解阿寶有多酷後，就會回來找他。
第八季第16集「滑板少女酷妞」當老皮跟孫女決賽滑板，請阿寶當裁判時，持續偷偷觀察阿寶吹笛。
第十季第1集「全面獵捕糖魔獸」與阿寶聯手對抗入侵糖果王國的樹怪，藉由祥裝誘餌，讓阿寶將保護阿草之心投注在獵人女巫身上，最後順利擊殺樹怪。樹怪死亡噴了滿身的糖漿，但表示沒關係(It'Cool! Totally Cool！)在阿寶詢問為何自願當誘餌時，表示因為我們都知道阿寶超愛她，之後讓阿寶深吻。
第十季第5集「17歲轉大人」參加阿寶17歲生日派對，並且送駝鹿的心臟作為生日禮物給阿寶。在改造後的阿草跟阿寶比賽時，感應並解釋阿草如何作弊(眾人傻眼)，在阿寶落敗後也沒有對阿寶氣餒，要阿寶將駝鹿的心臟吃掉以增強自己，卻導致阿寶吐的更慘。
第十季第13-16集「跟我一起來」與彩虹姊姊合作對抗刈包的異變，並在阿寶不在的時候保護阿寶的朋友們。於片尾最後的畫面為在森林上冥想。

### 願望神少年啪（Prismo the Wish Master）

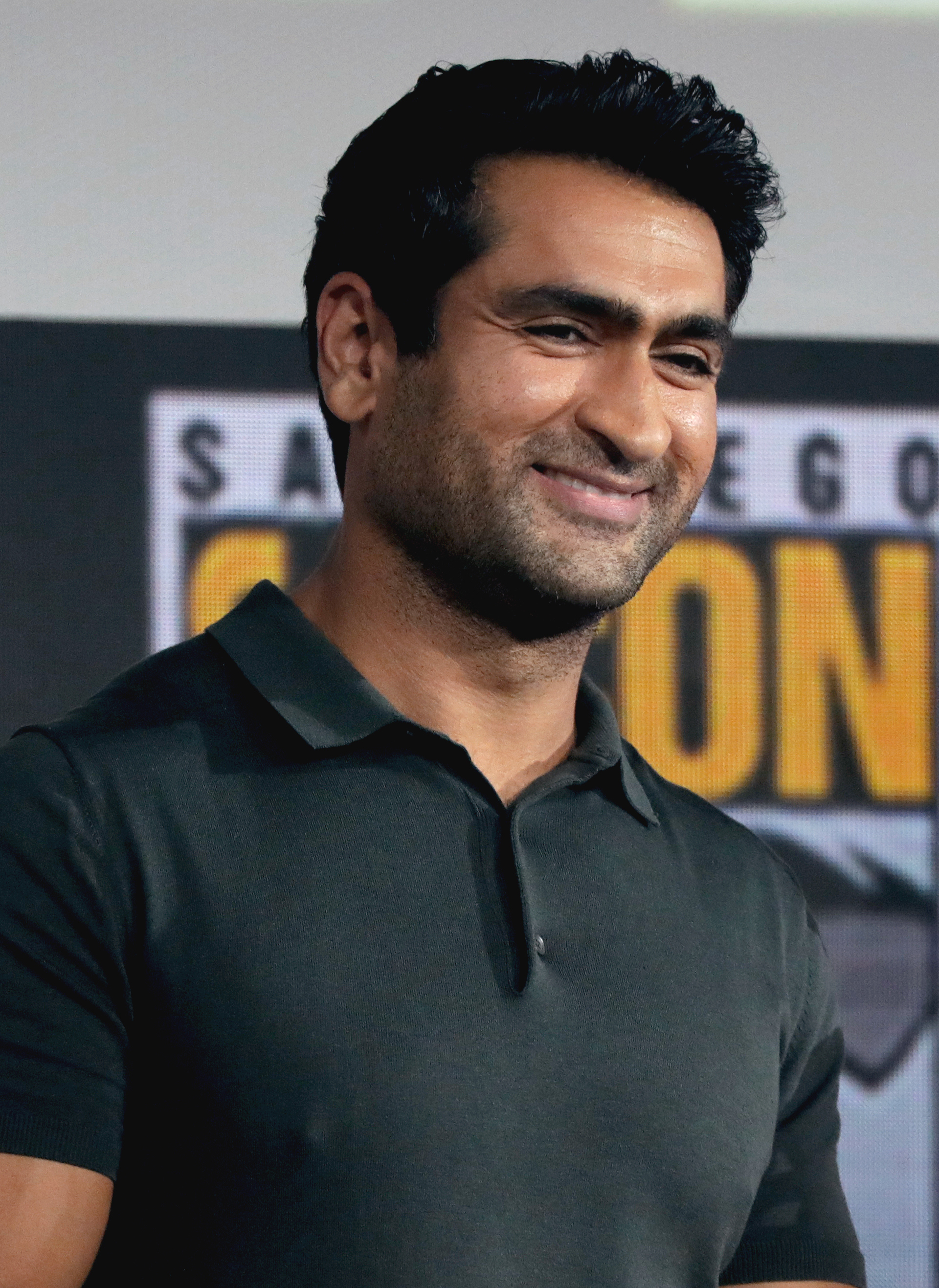
少年啪由庫梅爾·南賈尼配音

配音：庫梅爾·南賈尼（美國）、夏治世（臺灣）
可以實現任何願望包括改變或毀滅世界，能夠製造出許願者許願後的多元宇宙，掌管宇宙中的一切時間、空間有關的事物。首次登場於第五季1、2集，與老皮成為了非常要好的朋友，並且偷偷告訴老皮如何讓陰魔王的願望失敗的方法。
第六季第1集〈陰魔王的詭計〉中透露他的真身是一位睡眠年久的老頭，願望神只是他真身作的夢，只要把他本人叫醒願望神就會消失，但是殺死神是宇宙重罪，願望神死後守衛會將殺死神的罪人送往宇宙監獄，如果只叫醒真身的願望神將來還有機會復活，但後來陰魔王把願望神叫醒之後並殺死了真身。
第六季第19集〈少年趴是你嗎？〉中願望神復活計劃需要阿寶和老皮幫助下成功復活，夢境阿寶變成劍以及夢境老皮變成願望神真身。
〈被遺忘的世界〉提到說他的「老大」，很有可能是卡通網絡工作室的老闆。

### 火星神（Grob Gob Glob Grod）
配音：湯姆·肯尼、湯姆·加米爾、梅麗莎・維拉塞諾、米高·菲爾 （美國）
有四張臉的神誰是宇宙的創造者。曾經為了避免讓奧加洛吞噬掉末日彗星並統治宇宙而與其戰鬥，最終戰勝並將其放逐至地球。數萬年後，為改變彗星軌道而衝向彗星自毀，其頭顱正在宇宙中漂流。最後被小獅子拿走。

### 招手蝸牛（Snail）
配音：潘得頓·沃德
作為本作品中每一集的彩蛋，通常一邊招手一邊微笑。受到《辛普森一家》啟發，沃德坦承想做出一個遊戲，可以在每一集影片定格時讓觀眾尋找招手蝸牛，只有在〈神奇食物鏈〉沒出現過(出現過的大部分集數出現場合極為隱密，佔畫面約12~18像素)。
在第二季24集〈愚笨的人類〉中，被陰魔王附身時才成為關鍵角色。
直到泡泡糖公主破壞，轉移至蝸牛，(眼睛變黑綠色)直到在「陰魔王」中宿主才轉移至大隻佬才回復自由之身。

### 附註
1. 1 2  在第五季第16集〈如夢一場〉的成年阿寶。
2. ↑  台灣譯名來自加拿大歌手艾薇兒·拉維尼。

### 集數
1. ↑  . . 第8季. 第20集. 2017-01-30.
2. ↑  . . 第2季. 第10集. 2011-01-10.
3. ↑  . . 第1季. 第10集. 2010-05-03.
4. ↑  . . 第1季. 第1集. 2010-04-05.
5. ↑  . . 第8季. 第13集. 2016-11-19.
6. ↑  . . 第1季. 第21集. 2010-08-09.
7. ↑  . . 第2季. 第22集. 2011-04-11.
8. ↑  . . 第8季. 第16集. 2017-01-24.
9. ↑  . . 第9季. 第10集. 2017-07-17.
10. ↑  . . 第8季. 第25集. 2017-02-01.

## 外部連結
- （繁體中文） 各國公主照